# Patrick Cummins
Patrick J. Cummins (* 10. Juni 1921 in Dublin; † 5. März 2009 ebenda) war ein irischer Politiker der Fianna Fáil. Von 1958 bis 1965 war er Teachta Dála (Abgeordneter) im Dáil Éireann, dem Unterhaus im Oireachtas.
Cummins Vater war Soldat bei den Royal Dublin Fusiliers, die 1922 aufgelöst wurden. Bei der Nachwahl für den zurückgetretenen Jack Murphy im Juni 1958 im Wahlkreis Dublin South-Central konnte er dann einen Sitz erringen, den er bei den Wahlen 1961 verteidigen konnte, aber bei den Wahlen 1965 verlor. Er trat bei den Wahlen zum Dáil Éireann 1969 und 1973 im neuen Wahlkreis Dublin South-East an, wurde jedoch nicht wiedergewählt. Er war lange Zeit Mitglied in der Dublin Corporation. Er amtierte auch als Leiter der Royal Irish Academy of Music.